# Джеррі Бамман
Джеральд Г. Бамман (англ. Gerald G. Bamman; нар. 18 вересня 1941) — американський актор і драматург, відомий своїми ролями у кінематографі та на телебаченні. Найбільш відомий за роллю дядька Френка у популярних сімейних фільмах "Сам удома" (1990) та "Сам удома 2: Загублений у Нью-Йорку (1992), де його персонаж став однією з найяскравіших і комедійних складових сюжету. У цих фільмах дядько Френк відзначається своєю скупістю, саркастичним характером та комедійною неприязню до свого племінника Кевіна, що додає сценам особливого колориту.
Окрім ролей у кіно, Бамман також має багатий досвід роботи на телебаченні. Він з'являвся в епізодичних ролях у таких популярних серіалах, як "Закон і порядок" та "Закон і порядок: Спеціальний корпус", де зіграв різні ролі упродовж декількох сезонів. Крім того, його акторський репертуар включає виступи у театральних постановках, де Бамман зумів проявити себе як талановитий драматичний актор.
Завдяки своїй довгій кар'єрі в індустрії розваг Джеррі Бамман здобув репутацію актора, здатного чудово передати характер як комедійних, так і драматичних персонажів.

## Раннє життя
Геррі Бамман народився 18 вересня 1941 року в місті Індепенденс, штат Канзас, США, у родині Мері М. (до шлюбу Фаррелл) та Джеррі В. Баммана. Освіту він здобув у католицькій школі святого Франциска де Сейла, а згодом закінчив Нью-Йоркський університет, де отримав ступінь магістра образотворчих мистецтв (MFA), що стало важливою основою для його подальшої акторської кар'єри.

## Кар'єра
Геррі Бамман з'явився в багатьох фільмах і телесеріалах, часто граючи ролі другого плану, які, однак, стали незабутніми для глядачів. Однією з його перших кіноролей була участь у фільмі "Секрет мого успіху" (1987) з Майклом Дж. Фоксом. Також у 1984 році він знявся у фільмі "Достатньо доросла" разом із Френ Брілл і Аліссою Мілано. У 1988 році Бамман зіграв невелику роль у стрічці "Коктейль" перед тим, як втілити свого найвідомішого персонажа, дядька Френка Маккаллістера у фільмах "Сам удома" та "Сам удома 2: Загублений у Нью-Йорку" (1990 та 1992 роки відповідно).
Один із найбільш запам'ятовуваних моментів з його участю – сцена в "Сам удома 2", де дядько Френк знаходиться в душі, а на нього випадково натрапляє герой Маколея Калкіна, Кевін. Цю сцену Бамман значною мірою імпровізував. У інтерв'ю для Metro у 2020 році він зізнався: "Я обожнюю сцену з душем, хоча, можливо, це не найсмішніша сцена у фільмі. Але її було дуже весело знімати, бо я самостійно додав кілька деталей. [Режисер] Кріс [Коламбус] почав давати мені вказівки щодо хореографії, але я сказав: 'Зачекайте, дайте мені показати, що я придумав'. І він погодився".
У 1992 році Бамман також зіграв епізодичну роль у хітовому фільмі "Охоронець" разом із Кевіном Костнером, де зіграв колишнього колегу головного героя на ім'я Рей Корт. На телебаченні Бамман відомий завдяки численним появам у серіалах "Закон і порядок" та "Закон і порядок: Спеціальний корпус", де він грав адвоката Стена Гіллума. Крім того, він зіграв лейтенанта Кеннеді з відділу внутрішніх розслідувань у першому сезоні "Закону і порядку" в епізоді "Синя стіна".
Серед інших помітних ролей Баммана – участь у фільмі "Вердикт за гроші" (2003), де він зіграв роль сліпого старшого присяжного Германа Граймса, що вимагало від актора глибокого занурення в образ. У драмі "Масло Лоренцо" (1992) Бамман зіграв роль доктора Джудалона, вносячи свій внесок у цей зворушливий фільм про боротьбу родини з рідкісним захворюванням сина.

## Особисте життя
12 серпня 1981 року Бамман одружився з театральною режисеркою і драматургинею Емілі Менн, відомою своєю роботою в Нью-Йоркському театрі та нагородженою численними театральними преміями. Проте згодом шлюб закінчився розлученням. Від цього союзу в них є син Ніколас, який народився у 1983 році.

## Фільмографія
За свою кар'єру Бамман здобув визнання як багатогранний актор, який демонструє майстерність як на театральній сцені, так і в кіно та на телебаченні. Його ґрунтовна освіта й великий досвід роботи в театральному середовищі допомогли йому досягти успіху в різних жанрах і створити низку запам'ятовуваних ролей.

### Фільми
| Рік  | Назва                               | Оригінальна назва              | Роль                                        |
| ---- | ----------------------------------- | ------------------------------ | ------------------------------------------- |
| 1984 | Досить старий                       | Old Enough                     | Містер Слоан                                |
| 1987 | Секрет мого успіху                  | The Secret of My Success       | Арт Томас                                   |
| 1987 | Схованка                            | Hiding Out                     | Містер Стівенс                              |
| 1988 | Коктейль                            | Cocktail                       | Турист                                      |
| 1989 | Істинно віруюча людина              | True Believer                  | Брайан Невінс                               |
| 1989 | Бродвейські гончаки                 | Bloodhounds of Broadway        | Інспектор Макнамара                         |
| 1989 | Рожевий кадилак                     | Pink Cadillac                  | Приятель                                    |
| 1990 | Відчайдушні години                  | Desperate Hours                | Ед Таллент                                  |
| 1990 | Сам удома                           | Home Alone                     | Френк МакКалістер                           |
| 1991 | Одружені з ним                      | Married to It                  | Артур Еверсон                               |
| 1992 | Сам удома 2: Загублений у Нью-Йорку | Home Alone 2: Lost in New York | Френк МакКалістер                           |
| 1992 | Охоронець                           | The Bodyguard                  | Рей Корт                                    |
| 1992 | Олія Лоренцо                        | Lorenzo's Oil                  | Доктор Юдалон                               |
| 1994 | Лялькарі                            | The Puppet Masters             | Віскотт                                     |
| 1996 | Довгий поцілунок на добраніч        | The Long Kiss Goodnight        | Співробітник ЦРУ (в титрах не вказано)      |
| 1998 | Великі очікування                   | Great Expectations             | Тед Рабінович                               |
| 1998 | Про любов і фантазію (відео)        | Of Love & Fantasy (video)      | Торговець                                   |
| 1999 | Сповідь                             | The Confession                 | Психіатричний лікар                         |
| 1999 | Суперзірка                          | Superstar                      | Отець Джон                                  |
| 1999 | Косоокий                            | Cross-Eyed                     | Неназвана/невідома роль                     |
| 2000 | Пристрасть розуму                   | Passion of Mind                | Едвард Янгерман                             |
| 2000 | Будинок на дві сім'ї                | Two Family House               | Містер Пайн                                 |
| 2000 | Урбанія                             | Urbania                        | Дон                                         |
| 2001 | Шкереберть                          | Double Whammy                  | Мер                                         |
| 2003 | Вердикт за гроші                    | Runaway Jury                   | Герман Граймс                               |
| 2004 | Приготування їжі                    | The Cookout                    | Цибуля-дворецький (в титрах - «Дворецький») |
| 2004 | За поворотом                        | Around the Bend                | Альберт                                     |
| 2009 | Таємна обіцянка                     | A Secret Promise               | Стюарт Кертіс                               |

### Серіали
| Рік       | Назва                               | Оригінальна назва                 | Роль                                 | Примітка         |
| --------- | ----------------------------------- | --------------------------------- | ------------------------------------ | ---------------- |
| 1984      | Американський театр                 | American Playhouse                | Отець Джон Кронін                    | 1 епізод         |
| 1986      | Спенсер: Найманець                  | Spenser: For Hire                 | Лоренс Деннінг                       | 1 епізод         |
| 1987      | Історія злочину                     | Crime Story                       | Джеррі МакНілі                       | 1 епізод         |
| 1987      | Праведник                           | The Equalizer                     | Неназвана/невідома роль              | 1 епізод         |
| 1987      | Спенсер: Найманець                  | Spenser: For Hire                 | Вільям Рід                           | 1 епізод         |
| 1989      | Людина на прізвисько Яструб         | A Man Called Hawk                 | Неназвана/невідома роль              | 1 епізод         |
| 1990      | Рівне правосуддя                    | Equal Justice                     | Суддя Баярд Паркінс                  | 1 епізод         |
| 1991      | З любов'ю                           | Loving                            | Преподобний Форд                     | Невідомий епізод |
| 1991      | Любов, брехня і вбивство            | Love, Lies and Murder             | Марк Локвуд                          | 2 епізоди        |
| 1991      | Закон Лос-Анджелеса                 | L.A. Law                          | Суддя Гері Гейтс                     | 1 епізод         |
| 1991      | Закон і порядок                     | Law & Order                       | Лейтенант внутрішньої служби Кеннеді | 1 епізод         |
| 1992      | Лебедина переправа                  | Swans Crossing                    | Капітан Елія Вокер                   | Невідомий епізод |
| 1993      | Вбивство у серці країни             | Murder in the Heartland           | Суддя Брукс                          | 2 епізоди        |
| 1995      | Новини Нью-Йорка                    | New York News                     | Неназвана/невідома роль              | 1 епізод         |
| 1995      | Закон і порядок                     | Law & Order                       | Дін Поллард                          | 1 епізод         |
| 1996–2001 | Закон і порядок                     | Law & Order                       | Стен Ґіллум                          | 4 епізоди        |
| 1996      | Самотній хлопець                    | The Single Guy                    | Доктор Бредфорд                      | 1 епізод         |
| 1998      | Нью-Йорк під прикриттям             | New York Undercover               | Гікс                                 | 1 епізод         |
| 1998      | Секс і місто                        | Sex and the City                  | Психолог                             | 1 епізод         |
| 2000      | Закон і порядок: Спеціальний корпус | Law & Order: Special Victims Unit | Крейг Принс                          | 1 епізод         |
| 2002      | Закон і порядок: Спеціальний корпус | Law & Order: Special Victims Unit | Адвокат Шефер                        | 1 епізод         |
| 2002      | Бенджамін Франклін                  | Benjamin Franklin                 | Пол Вентворт                         | 3 епізоди        |
| 2004–2005 | Закон і порядок                     | Law & Order                       | Суддя Томас Евертон                  | 2 епізоди        |
| 2004      | Врятуй мене                         | Rescue Me                         | Лікар                                | 1 епізод         |
| 2007      | Американський досвід                | American Experience               | Пітер Феннер                         | 1 епізод         |
| 2008      | Кентерберійське право               | Canterbury's Law                  | Суддя Сідні Хенлон                   | 2 епізоди        |
| 2010      | Пошкодження                         | Damages                           | Лікар                                | 1 епізод         |
| 2012      | Зроблено в Джерсі                   | Made in Jersey                    | Суддя Гаррісон                       | 1 епізод         |
| 2014      | Хороша дружина                      | The Good Wife                     | Клієнт Діани                         | 1 епізод         |
| 2015      | Наступне                            | The Following                     | Чарльз                               | 2 епізоди        |

### Телевізійні серіали
| Рік  | Назва                                      | Оригінальна назва                     | Роль               | Примітка |
| ---- | ------------------------------------------ | ------------------------------------- | ------------------ | -------- |
| 1984 | Сентиментальна подорож                     | Sentimental Journey                   | Арті               | CBS      |
| 1985 | Латунь                                     | Brass                                 | Джордж Вітмен      | CBS      |
| 1986 | Сміливість                                 | Courage                               | Помічник посла США | CBS      |
| 1989 | Полювання на людей: Пошук Нічного Сталкера | Manhunt: Search for the Night Stalker | Філ Томас          | NBC      |
| 1990 | Коджак: Не такий сліпий                    | Kojak: None So Blind                  | Варбертон          | CBS      |
| 1991 | Погоня                                     | The Chase                             | Пітер              | NBC      |
| 1991 | Втеча на 10 мільйонів доларів              | The 10 Million Dollar Getaway         | Пітер Ґрюнвальд    | —        |
| 2001 | Другий медовий місяць                      | Second Honeymoon                      | Пилип              | CBS      |

### Короткометражні фільми
| Рік  | Назва                              | Оригінальна назва           | Роль                           |
| ---- | ---------------------------------- | --------------------------- | ------------------------------ |
| 1998 | Шлях до Сантьяго                   | The Way to Santiago         | Ліндсі Келлар                  |
| 2001 | Природжений невдаха                | Born Loser                  | Містер Валес                   |
| 2002 | Еббі Даун Іст                      | Abbie Down East             | Батько                         |
| 2005 | Прийомний син                      | The Foster Son              | Берні                          |
| 2010 | Острів Харроу                      | Harrow Island               | Командир ДеЛей                 |
| 2012 | Альтернативні сторони              | Alternate Sides             | Сержант Норман Вайатт Гарфанкл |
| 2024 | Другий найстаріший чоловік у світі | The Second Oldest Man Alive | Вільям Беннетт                 |